# Winnie the Pooh and the Blustery Day
Winnie the Pooh and the Blustery Day é um filme de animação em curta-metragem estadunidense de 1968 dirigido e escrito por Wolfgang Reitherman e Walt Disney, baseado em histórias de A. A. Milne. Venceu o Oscar de melhor curta-metragem de animação na edição de 1969.

## Elenco
- Sterling Holloway - Winnie the Pooh
- Paul Winchell - Tigger
- John Fiedler - Piglet
- Clint Howard - Roo
- Barbara Luddy - Kanga
- Ralph Wright - Eeyore
- Hal Smith - Owl
- Junius Matthews - Rabbit
- Jon Walmsley - Christopher Robin
- Howard Morris - Gopher
- Sebastian Cabot
- The Mellomen